# Expedició portuguesa a Òtranto
L'expedició portuguesa a Òtranto, que els portuguesos anomenen croada turca fou una expedició militar planejada el 1481 contra l'ocupació turca del sud d'Itàlia, però que arribà massa tard per poder participar en cap batalla. Les naus portugueses, dissenyades per navegar per l'oceà, eren massa feixugues i lentes per anar per la Mediterrània amb eficàcia. Òtranto fou alliberada per Alfons II de Nàpols, duc de Calàbria, enviat pel seu pare Ferran I de Nàpols, i els otomans deixaren, després, de ser un perill per estar enfeinats en conflictes interns.

## Esdeveniments de la croada
El 8 d'abril del 1481, el papa Sixt IV emeté la butlla Cogimur iubente altissimo, en què feia una crida als governants europeus per anar a expulsar els turcs que havien ocupat Òtranto, al sud d'Itàlia. Aquest fet havia causat molt de pànic perquè podia ser el començament d'una invasió per tota la península Italiana. La intenció del papa era que, un cop recuperada Òtranto, la croada marxés a l'altra banda de l'Adriàtic i alliberessin també la ciutat cristiana de Valona.
Portugal decidí enviar una esquadra cap a Òtranto sota el comandament del bisbe d'Évora, Garcia de Meneses. En una carta datada el 27 d'agost del 1481 enviada pel papa al cardenal Paolo di Campofregoso, escriví: «De Portugal venen vint caravel·les i un carguer que esperaven que arribés pel dia de sant Pau (29 de juny), el comandant de les quals és un venerable germà anomenat Garcia, bisbe d'Évora.» El 7 de setembre escriví al rei Ferran I de Nàpols, informant-lo de que «una flota que hem enviat a actuar a Òtranto des de Portugal. .. Esperem que sigui de profit en l'assalt a Òtranto. . .» El 14 de setembre, el mateix dia que els otomans rendien la ciutat d'Òtranto a Alfons II de Nàpols, el papa escrivia des de Bracciano una resposta al seu camarlenc, el qual l'havia informat del lent avanç de la flota portuguesa. Sixt malfiava de les intencions de Garcia. L'endemà (15 de setembre), escriví al bisbe, pregant-li que s'afanyés i estigués alerta, però instant-lo a conduir la seva flota cap a Valona per desmuntar la guarnició que els trucs hi havien establert per tal de «fer quelcom de profit per la religió cristiana i pel vostre honor i pel del vostre rei», referint-se al recentment difunt Alfons V. També demanava a Garcia que ajudés a Andreu, fill de Tomàs Paleòleg, que volia recuperar per als cristians el desaparegut Despotat de Morea.
Quan els portuguesos arribaren a Nàpols, els otomans ja havien abandonat el lloc, perquè el 3 de maig el soldà Mehmet II havia mort i començaren les revoltes dins l'Imperi Otomà per la successió.